# 森遼大朗
森 遼大朗（もり りょうたろう、1999年4月22日 - ）は、宮崎県都城市出身のプロ野球選手（投手・育成選手）。右投左打。千葉ロッテマリーンズ所属。

## 経歴

### プロ入り前
宮崎県立都城商業高等学校では2年秋からエースを務めた。3年夏は県大会4強に終わり甲子園出場はならず、また3年の8月には練習中に左膝を損傷し、全治6か月の大怪我を負った。
2017年10月26日に行われたプロ野球ドラフト会議において千葉ロッテマリーンズから育成2位指名を受け、12月1日に支度金300万円、年俸240万円で契約を結んだ（金額は推定）。背番号は123。

### ロッテ時代
2018年、シーズン前半は左膝のリハビリと体作りを行い、9月19日のイースタン・リーグの東北楽天ゴールデンイーグルス戦で公式戦初登板を果たし、1回を無失点に抑えた。ルーキーイヤーの公式戦登板はこの1試合のみであった。
2019年はイースタン・リーグで17試合に登板し、2勝2敗・防御率6.29という成績であった。
2020年は新型コロナウイルスの影響でイースタン・リーグ公式戦も縮小開催となったが、この年は同リーグで14試合に登板し、チーム最多の61イニングで規定投球回に到達。1勝6敗・防御率3.84という成績であった。育成選手として入団3年を経過したため、シーズン終了後に一旦自由契約となったが、12月21日に育成選手として再契約した。
2021年は春季キャンプで美馬学に師事し、持ち球の1つに過ぎなかったフォークボールが進化し飛躍を遂げる。7月20日の北海道日本ハムファイターズとのイースタン・リーグ公式戦に先発し、9回1安打10奪三振無失点で公式戦初の完封勝利を挙げると、同月は3試合の登板で21回を投げ21奪三振・防御率1.71と好成績を収め、7月度のファーム月間MVPを受賞。この年はイースタン・リーグで20試合に登板し、115回1/3を投げて防御率3.20を記録。2年連続となる規定投球回に到達し、同リーグ2位の勝率.667・87奪三振、同リーグ1位の10勝を記録し、最多勝に輝いた。チームのイースタン・リーグ優勝に大きく貢献し、10月9日に行われた阪神タイガースとのファーム日本選手権でも先発投手を務め、7回4安打無失点の好投で優秀選手賞を獲得した。シーズンオフの12月9日に支配下契約を結び、推定年俸は190万円増の420万円、背番号は62に変更となった。
2022年は春季キャンプをA組でスタートし、実戦でアピールを続け、3月15日の広島東洋カープとのオープン戦で先発機会を得たが、5回2/3を5失点と結果を残せず、開幕を二軍で迎えた。5月21日に特例2022で登録抹消となった西野勇士の代替指名選手として一軍初昇格となったが、登板機会が無く、西野の復帰に伴って同25日に出場選手登録を抹消された。球宴期間中に西野と土肥星也が新型コロナウイルスに感染したことを受け、後半戦の開幕と共に代替指名選手として再び一軍へ昇格し、7月30日のオリックス・バファローズ戦でプロ初登板を果たし、1イニングを無失点に抑えた。8月7日の埼玉西武ライオンズ戦でプロ初先発し、3回まで1失点に抑えるも、4回裏に1四球と5連打で6点を失い、4回7失点でプロ初黒星を喫した。翌8日に出場選手登録を抹消され、8月29日の福岡ソフトバンクホークス戦で再び一軍での先発機会を得たが、3回2失点で勝敗は付かず、9月1日に再び登録抹消。この年は一軍で3試合（2先発）に登板し、0勝1敗・防御率10.13という成績であった。オフに40万円増となる推定年俸460万円で契約を更改した。
2023年は開幕を二軍で迎えたが、ローテーションの谷間となった4月19日の日本ハム戦でシーズン初登板初先発。吉井理人新監督も評価する、右打者の内角へシュート気味に食い込むストレートの最速は151km/hを計測し、3回からは3イニング連続で三者凡退。打たせて取る投球が冴え、5回1/3を5安打1四球2奪三振2失点という内容でプロ初勝利を挙げた。その後もローテーションの谷間で5試合に先発したが、6回を投げきったのは1試合のみ、自責点2以下に抑えたのも1試合のみと苦しい投球が続き、自身4連敗。シーズン最終盤にはロングリリーフとしても起用されたが、この年は7試合（6先発）の登板で1勝4敗・防御率6.00という成績であった。オフに240万円増となる推定年俸700万円で契約を更改。11月17日からはオーストラリアのウインターリーグ（シドニー・ブルーソックス）へ派遣されたが、右肘の違和感で12月2日に途中帰国し、右肘関節遊離体が複数確認されたため、同19日に右肘クリーニング手術を受け、投球開始まで約1か月かかる見込みであることが翌20日に球団から発表された。
2024年5月29日にトミー・ジョン手術を受けたことが報じられた。一軍・二軍ともに登板はなく、リハビリに専念するため10月6日に戦力外通告を受け、11月18日に育成契約に合意した。背番号は122。

## 選手としての特徴
スカウトが絶賛するほどのきれいなフォームが特徴。ストレートの最速は高校時代に145km/h、プロ入り後は153km/hを計測している。変化球はスライダー、カーブ、フォークを操る。フォークはプロ入り2年目から使い始め、2021年からは精度が高くなったことでこれを勝負球としている。
制球力がよく、コーナーを突きながら変化球を交えて凡打の山を築く総合力の高さを武器とし、特に右打者のインコースに投げ切ることができる。

## 人物
愛称は「もりりょう」。
2024年7月に一般女性と結婚した。

## 詳細情報

### 年度別投手成績
| 年 度     | 球 団     | 登 板 | 先 発 | 完 投 | 完 封 | 無 四 球 | 勝 利 | 敗 戦 | セ 丨 ブ | ホ 丨 ル ド | 勝 率 | 打 者 | 投 球 回 | 被 安 打 | 被 本 塁 打 | 与 四 球 | 敬 遠 | 与 死 球 | 奪 三 振 | 暴 投 | ボ 丨 ク | 失 点 | 自 責 点 | 防 御 率 | W H I P |
| --------- | --------- | ----- | ----- | ----- | ----- | -------- | ----- | ----- | -------- | ----------- | ----- | ----- | -------- | -------- | ----------- | -------- | ----- | -------- | -------- | ----- | -------- | ----- | -------- | -------- | ------- |
| 2022      | ロッテ    | 3     | 2     | 0     | 0     | 0        | 0     | 1     | 0        | 0           | .000  | 39    | 8.0      | 11       | 1           | 5        | 0     | 0        | 4        | 0     | 0        | 9     | 9        | 10.13    | 2.00    |
| 2023      | ロッテ    | 7     | 6     | 0     | 0     | 0        | 1     | 4     | 0        | 0           | .200  | 153   | 33.0     | 41       | 3           | 10       | 0     | 2        | 29       | 0     | 0        | 23    | 22       | 6.00     | 1.55    |
| 通算：2年 | 通算：2年 | 10    | 8     | 0     | 0     | 0        | 1     | 5     | 0        | 0           | .167  | 192   | 41.0     | 52       | 4           | 15       | 0     | 2        | 33       | 0     | 0        | 32    | 31       | 6.80     | 1.63    |

- 2024年度シーズン終了時

### 年度別守備成績
| 年 度 | 球 団  | 投手  | 投手  | 投手  | 投手  | 投手  | 投手     |
| 年 度 | 球 団  | 試 合 | 刺 殺 | 補 殺 | 失 策 | 併 殺 | 守 備 率 |
| ----- | ------ | ----- | ----- | ----- | ----- | ----- | -------- |
| 2022  | ロッテ | 3     | 1     | 2     | 0     | 0     | 1.000    |
| 2023  | ロッテ | 7     | 1     | 3     | 1     | 0     | .800     |
| 通算  | 通算   | 10    | 2     | 5     | 1     | 0     | .875     |

- 2024年度シーズン終了時

### 記録
初記録
- 初登板：2022年7月30日、対オリックス・バファローズ17回戦（ZOZOマリンスタジアム）、9回表に6番手で救援登板・完了、1回無失点
- 初奪三振：同上、9回表に杉本裕太郎から空振り三振
- 初先発登板：2022年8月7日、対埼玉西武ライオンズ19回戦（ベルーナドーム）、4回7失点で敗戦投手
- 初勝利・初先発勝利：2023年4月19日、対北海道日本ハムファイターズ5回戦（エスコンフィールドHOKKAIDO）、5回1/3を2失点[57]

### 背番号
- 123（2018年[3] - 2021年）
- 62（2022年[18] - 2024年）
- 122（2025年[50] - ）

### 登場曲
- 「DNA Japanese Ver.」BTS（2021年）
- 「曖昧」WANIMA（2022年 - ）